# Interhelpo

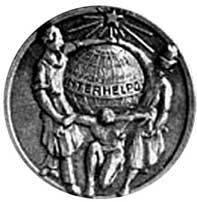
Stemma dell'Interhelpo

Interhelpo era una cooperativa industriale di lavoratori e agricoltori (esperantisti e idisti) attiva tra il 1923 e il 1943, fondata con lo scopo speciale di aiutare a costruire il socialismo nel Kirghizistan sovietico.
È stata fondata nel 1923 a Žilina, in Cecoslovacchia (oggi Slovacchia). Negli anni dal 1925 al 1932 i treni dalle stazioni ferroviarie delle città di Žilina e Brno hanno trasportato 1078 persone (407 membri della cooperativa e 671 membri delle loro famiglie), principalmente cechi e slovacchi, ma anche ungheresi, ruteni e di altre nazionalità, in Kirghizistan.
La cooperativa è stata registrata in Cecoslovacchia come "Interhelpo, cooperativa generale di produzione e consumo a Žilina" con lo statuto confermato dagli organi statali. C'è una targa commemorativa della fondazione alla stazione di Žilina.
I suoi membri hanno realizzato una fila di aziende su un "prato verde" (in pratica sulla steppa circostante). Sembra che anche il famoso politico slovacco Alexander Dubček, protagonista della Primavera di Praga, abbia partecipato a questa cooperativa in gioventù.
I progetti più importanti della cooperativa sono stati:
- nel 1925: una centrale elettrica
- nel 1927: una fabbrica tessile
- nel 1928: una casa fondente
- una fabbrica di mobili
- ferrovie, ospedali, il principale edificio governativo nella capitale del Kirghizistan

Nel 1925 l'Interhelpo fu dichiarata la migliore cooperativa dell'Unione Sovietica. In un determinato periodo arrivò a produrre il 20% dei prodotti industriali del Kirghizistan.
Nel 1943, durante la seconda guerra mondiale, Interhelpo fu liquidata e la proprietà della cooperativa trasferita allo Stato. I suoi membri furono, paradossalmente, perseguitati e giustiziati come nemici dell'Unione Sovietica stalinista.
Il nome "Interhelpo" fu usato anche dall'esperantista ceco Zdenko Křimský (ex segretario dell'Associazione Esperantista Ceca prima della rivoluzione del 1989) per la sua cooperativa, che durò almeno fino al 1991 (diede una raccomandazione scritta all'autorità statale riguardo all'allora istituito TEC in Cecoslovacchia).